# Rauros
Rauros (en élfico «rocío rugiente») es una catarata ficticia que pertenece al legendarium del escritor británico J. R. R. Tolkien. Situada en el lago de Nen Hithoel, cerca de Emyn Muil, marcaba el límite entre el curso medio y el curso inferior del Anduin. Las cataratas impedían la navegación, pero existía una ruta para porteadores, conocida como la Escalinata Norte, excavada en los acantilados que sortean las cataratas. Antes de llegar al Rauros ocurrió la disolución de la Compañía del Anillo y por el Rauros navegó el bote fúnebre de Boromir.
- Datos: Q2519058